# Matilde Bianchi
Matilde Bianchi (Montevideo, 1928 - Ib., 1991) fue una poeta, crítica literaria y profesora uruguaya.

## Biografía
Fue profesora de idioma español y literatura y ejerció como crítica literaria y de danza. En 1954 fue becada por la Universidad de Salamanca para hacer estudios de posgrado.
A los 23 años publicó su primer poemario, Cenit bárbaro, más tarde publicó la novela Marcha y Contramarcha (1964) y  dos libros de poesía, Los Tangos de Troilo (1969) y Adiós a la sopa de cebollas (1971).
En 1967, a causa de la muerte del Che Guevara leyó en la explanada de la Universidad de la República el poema Cantar del Ché.
En 1973 viajó a España, se radicó en Madrid en 1976 y regresó a Uruguay en 1982. Allí, junto a otros latinoamericanos, integró la tertulia literaria Fabro, dirigió el Taller de Poesía del Instituto de Educación Integral y realizó colaboraciones con el diario El Pueblo.
Fue jurado de varios concurso literarios y escribió para varias revistas españolas entre ellas Ínsula, La Pluma, Zikurat y Triunfo

## Obras

### Poesía
- Cenit bárbaro (1954)
- Cantar del Che (1967)
- Los Tangos de Troilo (1969)
- Adiós a la sopa de cebolla (1971)
- No habrá más pena ni olvido (1979)
- Violetera de playa (1984)
- Déjame caer como una sombra (1985)
- Aquendelmar  (1989)
- Razones de amor  (1990)

### Narrativa
- Marcha y contramarcha (1963)
- Originales y fotocopias (1982)
- A la gran muñeca (1989)

## Premios
- 1954,  Premio de Instrucción Pública por Cenit bárbaro.
- Mención de la Sociedad Uruguaya de Autores por Marcha y contramarcha.